# Šisandrovke
Šisandrovke (lat. Schisandraceae), manja biljna porodica iz reda Austrobaileyales. Sastoji se od osamdesetak vrsta, a ime je dobila po rodu šisandra (Schisandra). Ostala njezina dva roda su zvjezdasti anis (Illicium) i kadsura (Kadsura).
Šisandrovke su raširene po jugoistočnoj Aziji i Sjevernoj Americi. Zvjezdasti anisi su ljekovito grmlje i drveće s oko četrdesetak vrsta. Rod Kadsura (hrv. kadsura), 17 vrsta, su zimzelene grmaste penjačice, a šisandre (dvadesetak vrsta, listopadni i zimzeleni viseći grmovi.

## Opis
Schisandraceae je porodica od tri roda i oko 90 vrsta cvjetnica primitivnog reda Austrobaileyales.Porodica se sastoji uglavnom od tropskih i suptropskih drvenastih biljaka. Svi imaju radijalno simetrične cvjetove, uglavnom oprašene kornjašima, kojima nedostaje razlika između vanjskih i unutarnjih cvjetnih vijuga (čašice i latice). Porodica je botanički značajna jer ima karakteristike koje pokazuju karakteristike drevnih skupina golosjemenjača, kao što je drvo s primitivnim posudama (stanice koje provode vodu). Schisandraceae i bivša porodica Illiciaceae prethodno su bile svrstane u red Illiciales, ali je taksonomiju skupine revidirala Filogena grupa kritosjemenjača prema sustavu APG III.
Rodovi Schisandra, s oko 25 vrsta, i Kadsura, s 22 vrste, uglavnom su penjačice s odvojenim muškim i ženskim cvjetovima koji se često nalaze na odvojenim biljkama. Plodovi daju po jednu do pet sjemenki. Nekoliko vrsta povremeno se uzgaja kao ukrasno bilje - na primjer, “loza magnolije” ili “bobica s pet okusa” (Schisandra chinensis), zbog svojih mirisnih bijelih ili ružičastih cvjetova i atraktivnih plodova, i loza kadsura (Kadsura japonica), zbog grozdova grimizno obojenih plodova.
Rod Illicium, s 42 vrste, prije je bio smješten u sada nepostojeću porodicu Illiciaceae. Sastoji se od grmlja i drveća sa zimzelenim, aromatičnim lišćem i dvospolnim cvjetovima, čije unutarnje latice postupno prelaze u prašnike (strukture koje proizvode muški pelud). Ženski dio cvijeta sastoji se od 7 do 15 karpela (struktura koje nose ovule), obično u jednom kolutu. U zrelosti cvijet proizvodi karakterističan drvenasti plod sastavljen od prstena od nekoliko spojenih mahunastih folikula, od kojih se svaki otvara duž jednog šava kako bi pustio jednu sjemenku. Zvjezdasti anis (Illicium verum), nazvan po ovom karakterističnom voću, grm je čiji su osušeni plodovi izvor ulja zvjezdastog anisa, hlapljivog, aromatičnog ulja koje se koristi za aromatiziranje bombona, likera i parfema.

## Rodovi
1. Illicium L. (39 spp.)
2. Kadsura Kaempf. ex Juss. (17 spp.)
3. Schisandra Michx. (25 spp.)